# Sociedad Deportiva Aucas
Sporting Deportiva Aucas is een professionele voetbalclub uit Quito, Ecuador.

## Geschiedenis
Aucas is opgericht door de oliemaatschappij Royal Dutch Shell, die olie wint in het binnenland van Ecuador. Al langer had de oliemaatschappij zijn eigen team, maar op 5 februari 1945 werd besloten tot de vorming van Sporting Deportiva Aucas. De naam Aucas is afgeleid van de indianenstam met dezelfde naam, die ook wel bekendstaat als de Huaorani. De clubkleuren rood en geel verwijzen naar de kleuren van Royal Dutch Shell.
In de eerste jaren van zijn bestaan wist Aucas diverse prijzen te winnen op regionaal en nationaal niveau, maar sinds in 1957 de nationale competitie werd ingevoerd wist de club geen prijs meer te pakken. In 2004 haalde de club het nieuws door de Colombiaanse doelman René Higuita te contracteren, nadat deze door een schorsing wegens drugsgebruik een tijdje uit de roulatie was. Een jaar later werd Higuita weer ontslagen nadat hij opnieuw werd betrapt op dopinggebruik. 
In 2006 degradeerde Aucas naar de Serie B van de Ecuadoraanse competitie. Promotie volgde een aantal jaar later waarna Aucas in 2022 voor het eerst in het bestaan kampioen werd van de Serie A.

## Erelijst
- Serie A 2022
- Serie B

1974 [C], 1991 [C], 2014

## Stadion
Aucas speelt zijn thuiswedstrijden in het Estadio Chillogallo, wat is gelegen in de gelijknamige wijk in Quito. Het stadion heeft momenteel een capaciteit van ongeveer 20.000, maar er wordt gewerkt aan renovatie.

## Bekende (oud-)spelers
- Wilson Armas
- Carlos Castro
- Ulises de la Cruz
- Hamilton Cuvi
- Agustín Delgado
- Giovanny Espinoza
- Ariel Graziani
- Joffre Guerrón
- René Higuita
- Omar de Jesús
- Damián Lanza
- Víctor Mendoza
- Pablo Palacios
- Wellington Sánchez
- Edwin Tenorio